# Списък на австрийските императрици
Това е списък на австрийските императрици, съпруги на императори на Австрийската империя, която е прокламирана през 1804 от последния император на Свещената Римска империя, Франц II. Титлата продължава да съществува и след 1867, когато след серия неуспешни реформи в Австрийската империя е направен така наререният Компромис, според който империята е преобразувана в дуалистична монархия - Австро-Унгария. Титлата Императрица на Австрия просъществува до разпадането на Австро-Унгария през 1918 г., когато съставните ѝ части обявяват своята независимост.
Освен императрица на Австрия (на немски: Kaiserin von Österreich), съпругите на австрийските императори носят още титлите:кралица на Унгария, кралица на Бохемия, кралица на Хърватия, Далмация и Славония

## Династия Хабсбург-Лотарингия
| Портрет | Име                               | Династия      | Рождена дата      | Брак               | Получаване на титлата                               | Предаване на титлата – причина          | Смърт             | Съпруг      |
| ------- | --------------------------------- | ------------- | ----------------- | ------------------ | --------------------------------------------------- | --------------------------------------- | ----------------- | ----------- |
|         | Мария Тереза Бурбон-Неаполитанска | Бурбони       | 6 юни 1772        | 15 август 1790     | 11 август 1804 възкачване на съпруга ѝ на престола  | 13 април 1807                           | 13 април 1807     | Франц I     |
|         | Мария Людовика де Австрия-Есте    | Хабсбург-Есте | 14 декември 1787  | 6 януари 1808      | 6 януари 1808                                       | 7 април 1816                            | 7 април 1816      | Франц I     |
|         | Каролина Августа Баварска         | Вителсбах     | 8 февруари 1792   | 29 октомври 1816   | 29 октомври 1816                                    | 2 март 1835 смъртта на съпруга ѝ        | 9 февруари 1873   | Франц I     |
|         | Мария Анна Савойска               | Савоя         | 19 септември 1803 | 12 февруари ? 1831 | 2 март 1835 възкачване на съпруга ѝ на престола     | 2 декември 1848 абдикация на съпруга ѝ  | 4 май 1884        | Фердинанд I |
|         | Елизабет Баварска (Сиси)          | Вителсбах     | 24 декември 1837  | 24 април 1854      | 24 април 1854                                       | 10 септември 1898                       | 10 септември 1898 | Франц Йосиф |
|         | Зита Бурбон-Пармска               | Бурбони       | 9 май 1892        | 13 юни 1911        | 21 ноември 1916 възкачване на съпруга ѝ на престола | 11 ноември 1918 детронация на съпруга ѝ | 14 март 1989      | Карл I      |